# فلورین فوگل (دوچرخه‌سوار)
فلورین فوگل (انگلیسی: Florian Vogel؛ زادهٔ ۱۸ فوریهٔ ۱۹۸۲) دوچرخه‌سوار اهل سوئیس است.
وی در مسابقات کشوری و بین‌المللی در مجموع برندهٔ ۲ مدال طلا، ۴ مدال نقره، ۶ مدال برنز شده‌است.